# 大野神社 (一宮市)
大野神社（おおのじんじゃ）は、愛知県一宮市浅井町にある神社。旧社格は村社。大野極楽寺公園の南、御囲堤の傍にある。
式内社の尾張国葉栗郡「大野神社」。

## 概況
- 創建時期は不明。元々は現在地のやや南であったという。
- 元々は水に関わる神社であったという。江戸時代以前に誉田別命が祀られたことにより八幡神社に改称していたが、1870年（明治3年）に大野神社に改称している。
- 神社の境内の一部は大野公民館になっている。境内にはかつて祭られていたと推測される石像（神像、仏像）や石碑が無造作に存在する。

## 祭神
主神
- 誉田別命
- 天照大神
- 建水方神（建御名方神と推測される）

合祀
- 菅原道真

## 交通機関
- 名鉄バス「大野」バス停下車、徒歩3分
  - 名古屋鉄道名古屋本線・尾西線名鉄一宮駅、東海道本線尾張一宮駅（名鉄一宮駅バスターミナル3番のりば）より「川島」行き